# そろばん

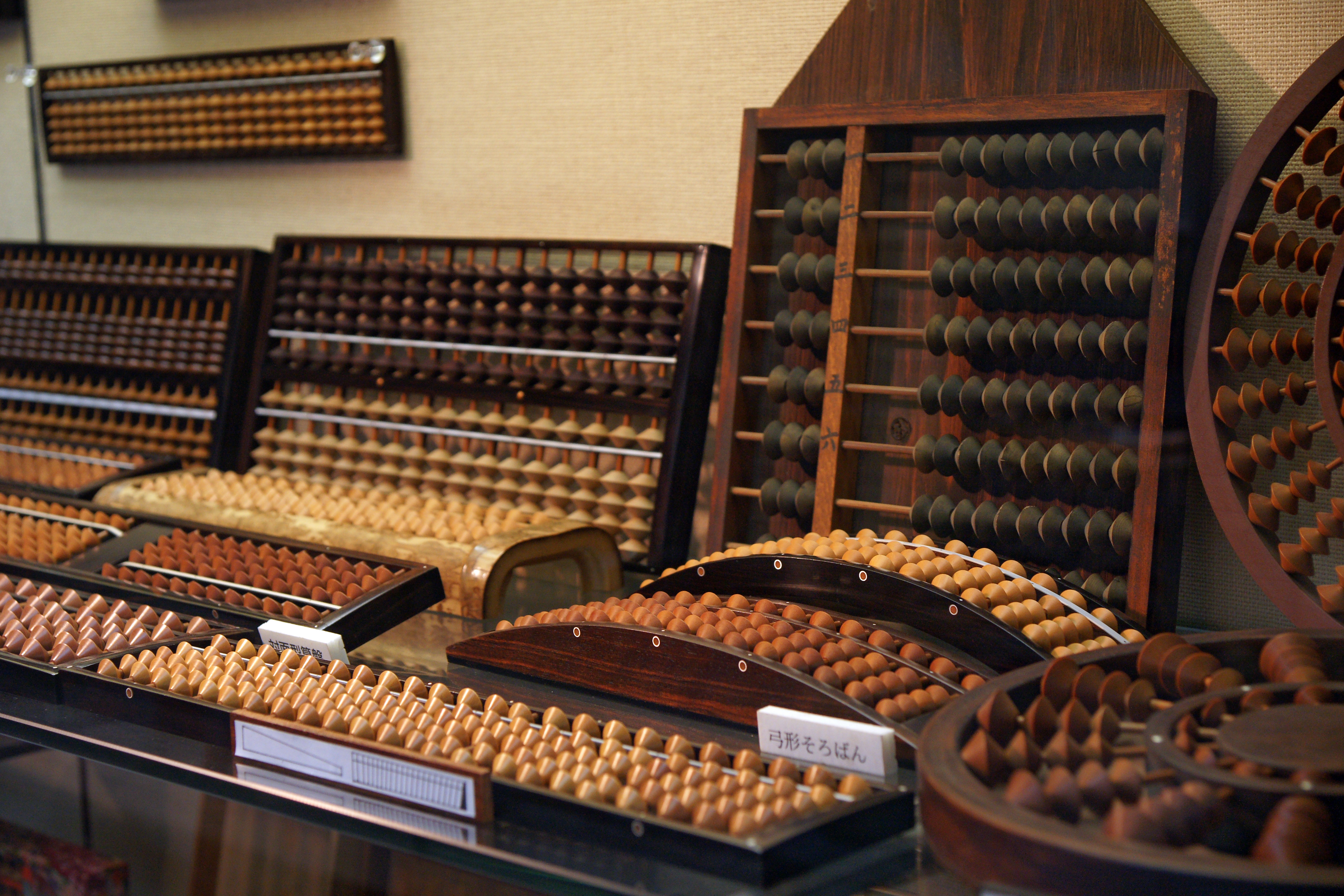
そろばん

そろばん（漢字表記：算盤、十露盤など）とは、計算補助用具の一種であり、串で刺した珠を移動させ、その位置で数を表現し、計算の助けとするもの。
日本では珠を用いた計算補助用具（西洋式にはアバカスと呼ぶもの）全般を指す場合にも、「そろばん（ソロバン）」の語が使われることがあるが、本項では東アジア式のそろばんと日本式のそろばん（英語でsorobanまたはJapanese abacus）の双方を解説し、特に日本式のそろばんについて詳説する。

## 概説
そろばんとは、物体に状態で数を記憶させるため、串で刺した珠などの位置で数を表現し、計算の助けとする道具である。ひとつ串（ひと筋の串）が数の「ひと桁」に対応しており、珠を指で上下に移動させることで各数字の表現や変更を行う。主として、加・減・乗・除などの計算が行える。
算術における計算には、使用する方便物により、何も使用しない暗算、紙や筆記具を使用する筆算、そろばんを使用する珠算（しゅざん）がある。計算法は器械的・客観的であるほど迅速かつ正確に計算することができる。
珠算は整数や小数を扱う場合には比較的桁数が多くても敏速かつ正確に計算できる長所がある。また、四則計算の主要部分などは簡易な加減法九九の適用によって計算することができる。
日本の伝統文化・和算の名残としての面もあり、電卓やコンピュータが登場した現在でも、計算器具としての主流からは外れつつも、後述の通り教育分野などでの再評価もあって使われ続けている。

## 歴史

### 起源

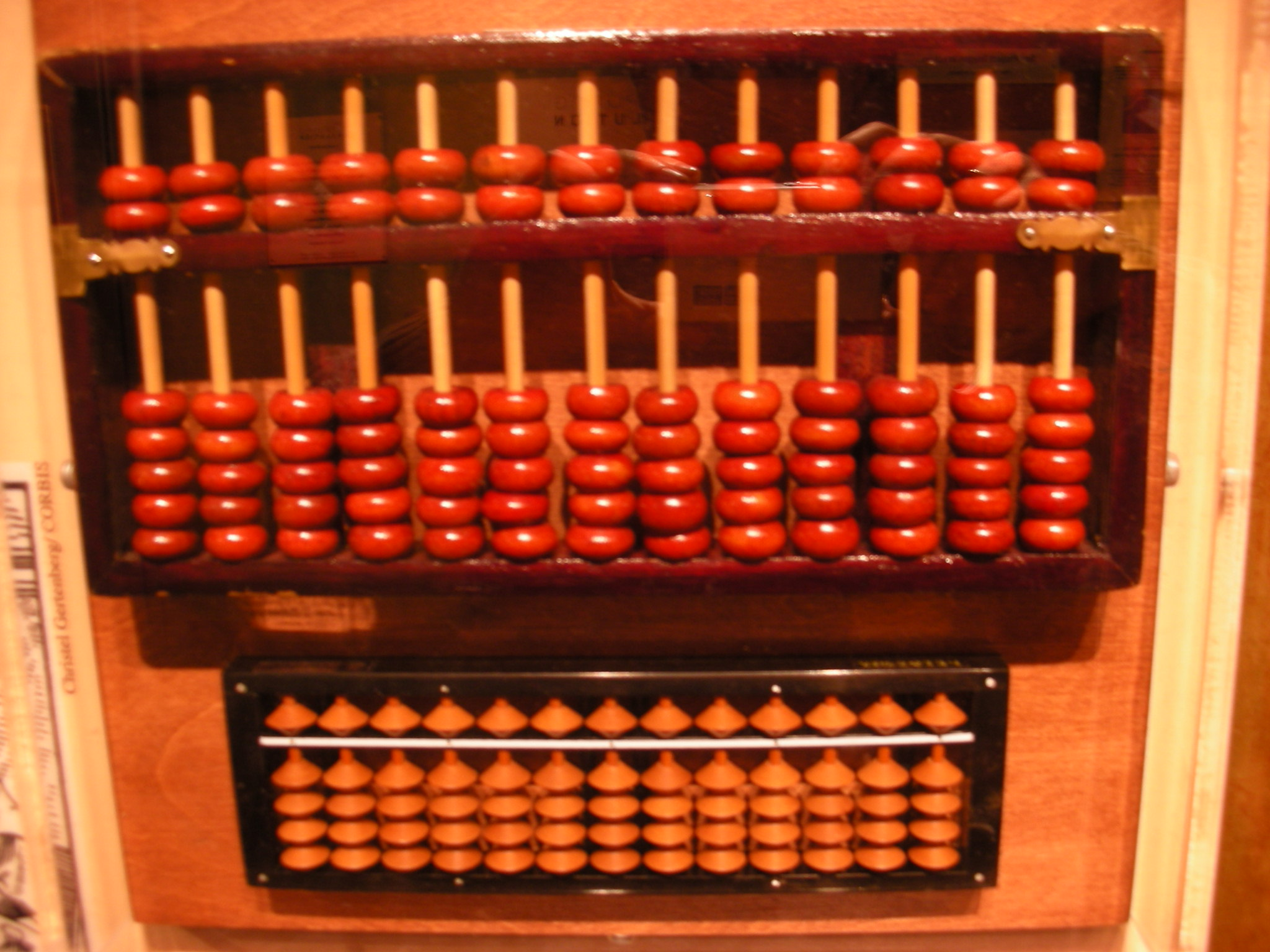
上が中国で古くから使われた算盤で、各桁に、五玉が2個ずつある。また1の珠も5個ずつある。下は、現代日本のそろばん

起源については諸説あるが、アステカ起源説、アラブ起源説、バビロニア起源説、中国起源説などがある。
メソポタミアなどでは砂の絵に線を引き、そこに石を置いて計算を行っていた「砂そろばん」の痕跡がある。同様のものはギリシャなどにも残るが、ギリシャ時代には砂だけでなくテーブルの上などにも置いていた。このテーブルを「アバクス（abacus）」という。ローマ時代に持ち運びができるように小さな板に溝を作りその溝に珠を置く溝そろばんが発明された。この溝そろばんが中東を経て中国に伝わり現在の原型となったともいわれている。現存する最古のそろばんは1846年にギリシアのサラミス島で発見された「サラミスのそろばん」と呼ばれるもので、紀元前300年頃のものである。

### 中国での発展
中国では紀元前の頃から紐の結び目を使った計算方式や、算木を使用した籌算（ちゅうざん）と呼ばれる独自の計算方式があった。これらは紐や竹の棒や木の棒で計算していたものであり、桁を次々に増やせる利点はあるが珠の形ではない。珠の形になったのは2世紀ごろのことと考えられ、『数術記遺』という2世紀ごろの書籍に「珠算」の言葉がある。なお三国志の武将、関羽がそろばんの生みの親とする伝説があるが三国時代より前から中国と中東・ローマには交易の痕跡があるため関羽が発明したというのは伝説以上のものではない。ただし中国ではよく知られている伝説であり、関帝廟の壁や柱には絵や彫り物のそろばんが描かれている。
1000年ごろにはアステカにもそろばん状のものが存在していた。珠にとうもろこしの芯が使われ、紐に通していたと考えられている。

### 日本への伝来

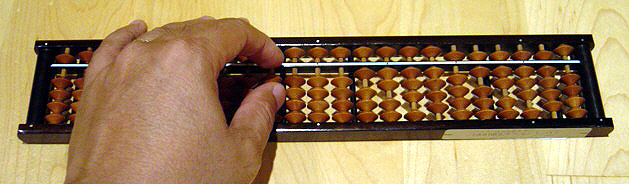
昭和以降に日本で一般的になったタイプのそろばん。五珠が1つ、一の珠も4つある。

日本語の「そろばん」は「算盤」の中国読み「スワンパン」が変化したものだといわれている。中国から日本に伝わったのがいつ頃か詳しいことは分かっていないが、少なくとも15世紀初頭には使用されていた。『日本風土記』（1570年代）には「そおはん」という表現でそろばんのことが記されており、その頃には日本に既に伝来していたことがうかがえる。なお使用できる状態でという限定ではあるが、現存する日本最古のそろばんは前田利家所有の陣中で使ったといわれる尊経閣文庫に保存されているもの（1桁に五玉2つ・一玉5つで9桁、縦7cm、横13cmの小型で、桁は銅線、珠は獣骨製）とされていた。2014年における珠算史研究学会の考察では、黒田藩家臣久野重勝の家に伝来した秀吉拝領の四兵衛重勝拝領算盤というそろばんの方が古いという。
なお、室町時代の「文安元年」（1444年）の墨書銘の残るそろばんが現存し、前田利家のそろばんに匹敵する古さとの見方がなされている。
そろばんが民衆に広まったのは豊臣秀吉に仕えた毛利重能が明に留学したのち、京都で開塾し、そろばんを教授するようになってからである。毛利重能は後の関孝和に連なる和算の始祖となっている。

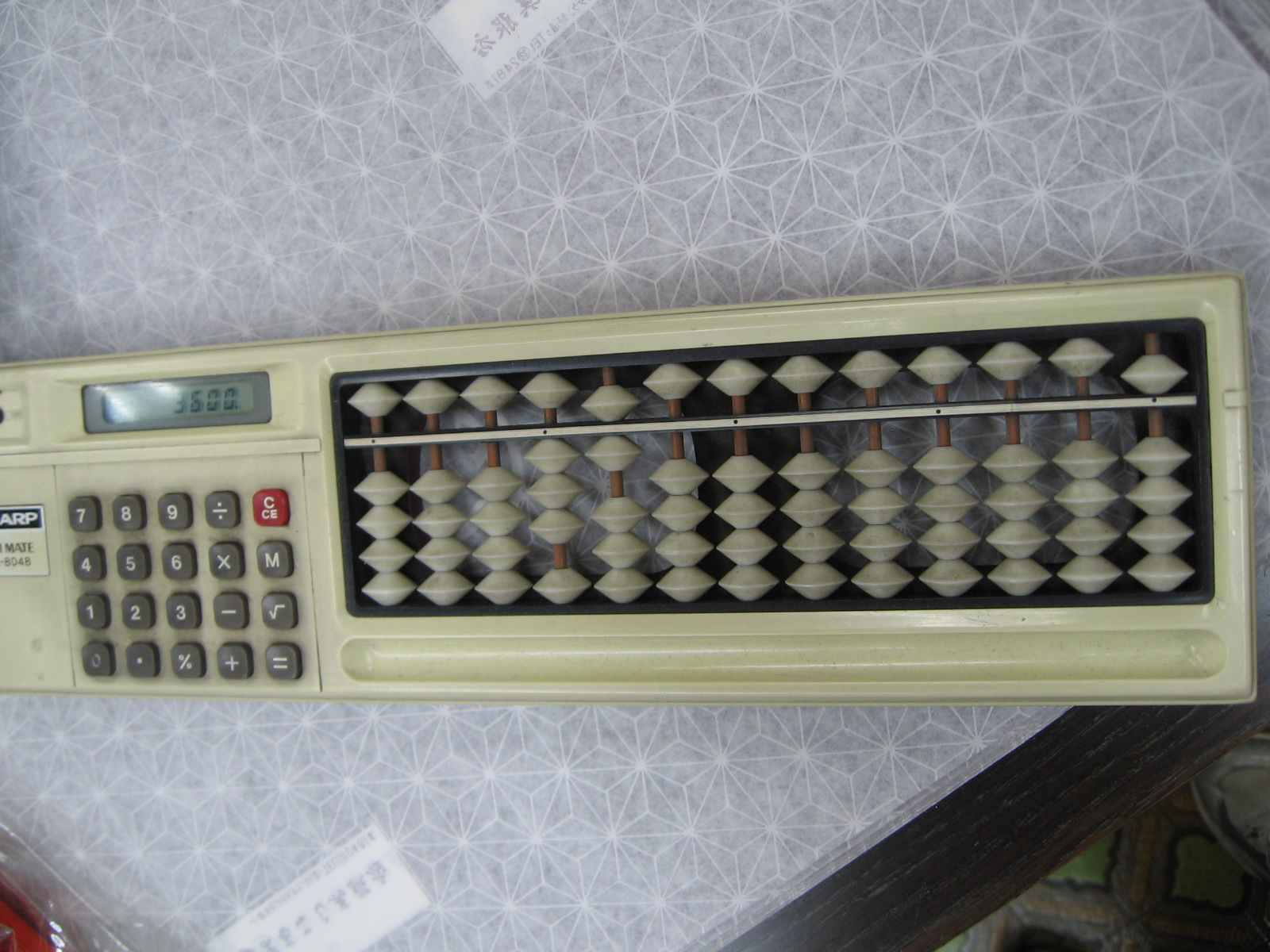
1979年に発売された、そろばんと電卓を組み合わせたシャープのソロカル（EL-8048）

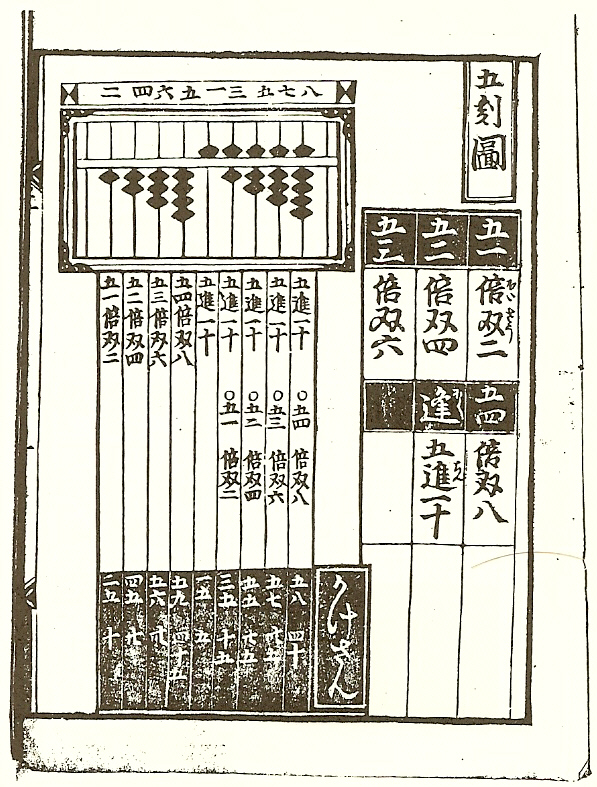
塵劫記の、そろばん使用法を解説している頁

江戸時代には「読み書きそろばん」といわれ寺子屋や私塾などで実用的な算術が教えられていた。
1872年の学制で小学校の算術は「洋法ヲ用フ」とされ、そろばんは小学校の算術から追放された。この急変には社会の実情に合わないとの声があり混乱が見られたため、明治6年文部省布達第37号の補則で珠算も併用する趣旨であるとの通達が出された。結局、この補則も1874年には廃止されたため、そろばんは小学校では教えられなくなった。しかし珠算の価値が再認識され、明治14年文部省令で筆算または珠算のいずれかを選択するか併用できるとする法令が発布された。1900年の小学校令施行規則では筆算を本体とし、土地の状況により珠算を併用することとされた。
日本では昭和中期くらいまでは、銀行の事務職や経理の職に就くにはそろばんによる計算（珠算）を標準以上にこなせることが採用されるための必須条件だった。小学生や中学生が珠算塾に通った他、珠算の協会の主催による珠算検定を受験し「○級」（4級〜1級など）を習得し、就職時に履歴書に書いた。珠算塾ではしばしば、そろばんを使った珠算だけではなく、暗算の講座も開かれており、そろばんを指で動かせるようになると、それを応用して習得でき、就職のために暗算検定の「級」も習得する人が多かった。なお、この時代、手動式アナログ計算器としては計算尺があり、理系の人間はそちらも使いこなした。

### 電卓やコンピュータの登場
競技において計算機械より速く計算した、という記録もいくつか存在している。1946年11月11日、アーニー・パイル劇場（接収中の東京宝塚劇場）にて、『スターズ・アンド・ストライプス』紙の後援で逓信省一番のそろばんの達人であった貯金課の松崎喜義と、最新の電動機械式計算機を使うアメリカ陸軍所属でGHQの20th Finance Disbursing SectionのThomas Nathan Wood二等兵との間で計算勝負が行われ、4対1でそろばんが勝利を収めている。カシオ計算機の樫尾俊雄はこれを報じる新聞を前に「算盤は神経。されど計算機は技術なり」とメモした（勝負を見ていた、とする説もある）。物理学者のリチャード・ファインマンは自伝(R・P・ファインマン 1986, pp. 10–14)の中で、自身がそろばんの達人と計算のスピードを競い合ったエピソードを紹介した。
1972年（昭和47年）の世界初のパーソナル電卓であるカシオミニが発売され大ヒット商品となるが、当時、電卓を打つよりもそろばんを弾いた方が早く計算できる人も多く、電卓の打ち間違いをそろばんで検算するという人も少なからずいたという。そこで、電卓とそろばんとを一体化した商品も発売された。

### 教育分野での再評価
教育においては、十進法の概念を理解させるための格好の教材とされることもある。文部科学省（旧：文部省）が改定してきた小学校学習指導要領の算数の履修項目から、そろばんが外されたことはない。
ひとつの特長として、一定以上そろばん（珠算）の能力がある場合、特別な訓練を経なくてもその場にそろばんがなくても計算できるようになることが挙げられる。これを珠算式暗算という。一般にある程度習熟すれば、加減算においては電卓より早く計算ができる。なお、2019年現在「そろばんを習う」といえば「珠算、珠算式暗算、読み上げ算、読み上げ暗算、フラッシュ暗算」のすべてを習っていることがほとんどであり、珠算競技はこれらから出題される。
1955年より全国の高校生がそろばん技能を競う「全国高校珠算競技大会」（通称：そろばん甲子園）が、阪神・淡路大震災があった1995年を除いて毎年行われてきたが、競技人口の減少に伴い2009年8月19日の第55回大会で廃止となった。1980年代後半から1990年代前半のピーク時には約90校から600人前後が参加したが、2009年の参加は59校300人となっていた。
1960年から1990年代半ばにかけて、NHKラジオ第2放送では『そろばん教室』という珠算教育の番組も放送された。
そろばんに対する再評価にもかかわらず、そろばんの市場は縮小している。しかし、2000年代半ばより再び、そろばんが見直されてきており、そろばん塾の塾生は再び増加傾向にある。珠算検定と漢検、あるいは珠算検定と英検を同時に対策する、などといった複合型の学習塾が目立ってきたのも21世紀の特徴である。
2000年、eラーニングの「インターネットそろばん学校」が開発され、そろばん初のWEB学習が可能となった。
日本国外では、ハンガリーで1990年代に日系女性がそろばんを紹介してから、1割ほどの小学校で授業に採用されている。

## 構成
そろばんは、珠（たま）、枠（わく）、芯（軸ともいう）を組み合わせて作られる。
珠はカバやツゲ（まれにソヨゴ、イスノキ、ウメなど）、枠は黒檀、芯は煤竹（すすたけ）のものが一般的であるが、時代が経るにつれ、原材料が入手しにくくなってきているため、廉価なものでは積層材やプラスチックが使われることもある。現代でもほとんどの製造工程が手作業で行われており、枠に製造者の銘が入っているものも多い。枠は上下左右の枠、梁（はり）または中棧（なかざん）といわれる横板、裏軸や裏板からなる。それぞれの芯（軸）には珠が通され、梁を挟んで外側の枠によって固定されている。1つの芯（軸）の梁の上下の珠の数は形式により異なる。
枠の左側を上（かみ）、右側を下（しも）という。珠を上下に滑らせることで計算が行われ、梁と接している珠の数が盤面に置かれている数字（布数）を表す。
近年では付加機能としてボタン1つでご破算（珠払い）ができるワンタッチそろばんなども存在し、各種競技会や検定試験で使用可能である。

### 珠の数
芯（軸）ごとの珠の数は顆という単位を用いる。例えば天（梁の上側）に1つの珠、地（梁の下側）に4つの珠を配置したそろばんであれば天1顆、地4顆（天一地四）の形式となる。天の1珠は梁に付くと5を表し、状態で0または5を表すため五珠（ごだま）、地の4珠は梁に付くと1つが1を表し、状態で0から4までを表すため一珠（いちだま）という。

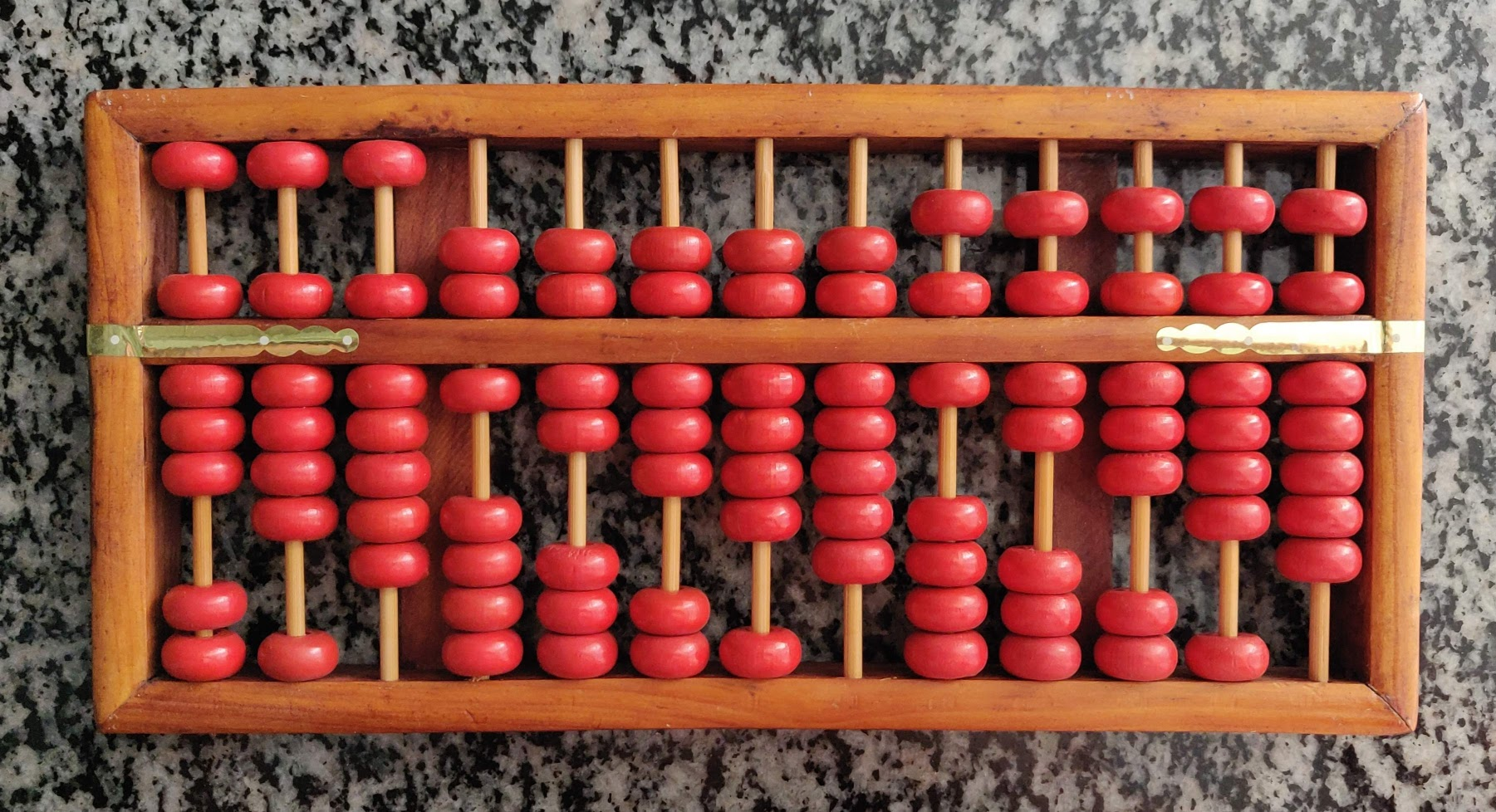
右端の5桁で懸珠が使用されている。左から順に16から20を表す。

枠が大きく珠の形状が丸い中国の算盤（さんばん）では天2顆・地5顆（天二地五）のそろばんが用いられていた。このそろばんは普通の置き方で五珠で0、5または10、一珠で0から5まで、1桁では0から15まで表せる。さらに上の五珠を半分下ろし、下の五珠を完全に下ろすという特殊な置き方（「懸珠」と呼ばれる）は15を表すので、1桁で最高20まで置けることになる。現代の中国で算盤がいまだに用いられることがあるのは、尺貫法が民間に根強く残っているからである。中国で発達した尺貫法では度量衡の重さの単位で1斤が16両と定められていたため、十六進数の計算をする必要があったのである。
日本では十六進数の計算は必要ではなかったが、江戸時代の乗算や除算の方法（尾乗法・中乗法・帰除法）では、一時的に1桁に10以上溜まる場合もあった（尾乗法・中乗法・帰除法では、一時的に1桁に最大18まで溜まる場合があり、16以上の場合は懸珠を使うことになる）ので、江戸時代まではこの五珠2つの形式が多く使われていた。明治時代になって、不要な五珠を1つ減らした天1顆・地5顆の五つ珠（いつつだま、天一地五ともいい、1桁に10までの数が置ける）の形が普及したが、地5顆の形はしばらく続いた。江戸時代中期には乳井貢などから四つ珠利用の提案があったが定着はしなかった。時代が下り、榊原孫太郎などの教育研究者の啓蒙運動により四つ珠そろばんが次第に認知されるようになる。
日本では昭和10年代に珠算教育に用いる児童用そろばんの標準型を天に1つの珠、地に4つの珠の形式（天1顆・地4顆、天一地四）と定め、これが一般に普及し現在に至る。
天1顆、地4顆の形式には次のような利点がある。
- 1桁で0から9までの数を表すことから筆用数字の記数法と一致し、暗算や筆算とも連携が良い[28]。
- 珠の数が少なく数の認識が容易である[28]。
- 珠の数が多いと誤謬がおきる確率が高くなる[28]。
- 地5顆とすると同一の数に幾通りも表現があるため合理的でなく煩瑣である[28]。
- 地5顆とすると計算上都合の良い場合があるが、そのような場合は極めて限定的である[28]。

国際的にメートル法が使用されるようになり、中国でも天1顆・地4顆の四つ珠のそろばんが普及してきている。
珠の構成については特殊で変則的なものもある。10行の芯に10個の珠が並ぶ100珠そろばん（百玉計数器）は100個の珠が数そのものを表すというもので視覚的に数字と算数を理解するのに向いておりもっぱら低年齢層向けの教育補助具として用いられている。また、通常のそろばんの五珠の部分のみ（0と1のみ）とした2進法のそろばんもある。

### 珠の形
日本では江戸時代にそろばんが広まっていくうち、枠の大きさが手の大きさに合わせて小さめに、そして珠の形状が素早く計算しやすいように円錐を2つ合わせた菱形のような形に変化していった。

### 桁の数
珠を通す芯（軸）の数が桁（けた）となり奇数が一般的である。桁数は13桁、17桁、21桁、23桁、27桁、35桁のものが多い。一番多く作られているのは23桁のものである。桁数は多くなると持ち運びに不便である。反面、桁数が少なすぎると乗法や除法の計算に不便である。
梁には真ん中を基準として、左右の端まで一定の桁ごとに定位点が打たれている。標準的なそろばんでは定位点は4桁ごとに打たれている。
なお、実用に用いられたそろばんには、桁ごとに梁に金額（千、百、十、円、十、銭、厘）や体積（石、斗、升、合、勺）を記したものもある。

## 計算法
以下は天（梁の上側）に1つの珠、地（梁の下側）に4つの珠を配置した天1顆、地4顆の形式のそろばんの計算法。

### 布数法
布数法とは数を表現するための珠の置き方である。天（梁の上側）にある1つの珠を五珠、地（梁の下側）にある4つの珠を一珠という。
|   |   |   |   |   |   |   |   |   |   |
| 0 | 1 | 2 | 3 | 4 | 5 | 6 | 7 | 8 | 9 |

一般的に一の位は枠上の定位点の付いた桁（軸の位置）に置くのが一般的で左に向かって十進法で位取りを行う。

### 加法及び減法
そろばんの用語では、加法及び減法をまとめて見取り算と呼ぶ。

#### 加法
（例）1937+284
|  |  |  |  |

|  |  |  |  |

|  |  |  |  |

|  |  |  |  |

#### 減法
（例）1756-957
|  |  |  |  |

|  |  |  |  |

|  |  |  |

|  |  |  |

### 乗法及び除法
乗算・除算の場合は、特に慣れていない人の場合、乗数・除数を被乗数・被除数の左側に置くことが多いが、計算中は乗数・除数を全く操作しないので、乗数・除数については、紙に書いてある数字や印刷してある数字を使う方法もあり、あるいはある程度慣れている人の場合、記憶だけに留める方法（片落とし）を取ることが多い。また、そろばんの用語では、被乗数・被除数を実（じつ）、乗数・除数を法（ほう）という。
そろばんでの乗算・除算において、答えが出る位置を決めることを定位法と呼ぶ。
- 現在一般的な方法の乗算・除算（それぞれ新頭乗法・商除法）の場合、法が整数の場合には、法の桁数+1桁だけ実より乗算では右に、除算では左にずれて答え（積・商）が出てくる。
- 江戸時代～昭和初期に行われていた古式の乗算・除算（乗算では頭乗法・尾乗法・中乗法、除算では帰除法）の場合、法が整数の場合には、法の桁数だけ実より乗算では右に、除算では左にずれて答え（積・商）が出てくる。

#### 乗法
そろばんの乗法には実（被乗数）の尾桁から計算する留頭乗法と実（被乗数）の首桁から計算する破頭乗法がある。また、それぞれ法（乗数）の首位数から計算を始める頭乗法と法（乗数）の尾位数から計算を始める尾乗法がある。
以上の組み合わせにより主な乗法として留頭尾乗法、留頭頭乗法、破頭頭乗法、破頭尾乗法の四種がある。
またこの他に中乗法といって、法の次位数から尾位数まで計算した後、最後に法の首位数を計算する方法もある。
一般には留頭頭乗法の欠点を克服するため部分積を置く位置を改良した方法が用いられる。以下に示すのは新頭乗法と呼ばれる現在一般的な方法（法を盤面に置いていない片落としの例）である。
（例）32×97
|  |  |  |  |  |

|  |  |  |  |  |

|  |  |  |  |  |

|  |  |  |  |  |

|  |  |  |  |  |

|  |  |  |  |  |

|  |  |  |  |  |

特にそろばんの上級者の乗算の場合は、法のみならず実もそろばんの布数から省略し、積のみをそろばんに置いていく両落としが用いられることも多い。
古式の尾乗法や中乗法の場合は、一時的に1桁に10以上溜まる場合があるため、完全な布数には天二地五が必要となり、天一地五や天一地四ではそのような場合記憶に頼ることになる。

#### 除法
そろばんの除法は種類が多くはなく、割り算九九を用いる帰除法と掛け算九九を用いる商除法がある。
以下に示すのが現在一般的な商除法（法を盤面に置いていない片落としの例）である。
（例）1416÷59
|  |  |  |  |  |

|  |  |  |  |  |

|  |  |  |  |  |

|  |  |  |  |  |

|  |  |  |  |  |

|  |  |  |  |  |

|  |  |  |  |  |

古式である帰除法の場合は、一時的に1桁に10以上溜まる場合があるため、完全な布数には天二地五が必要となり、天一地五や天一地四ではそのような場合記憶に頼ることになる。

### 開法
開法の計算は、次を参照。
- 開平
- 開立

## 生産

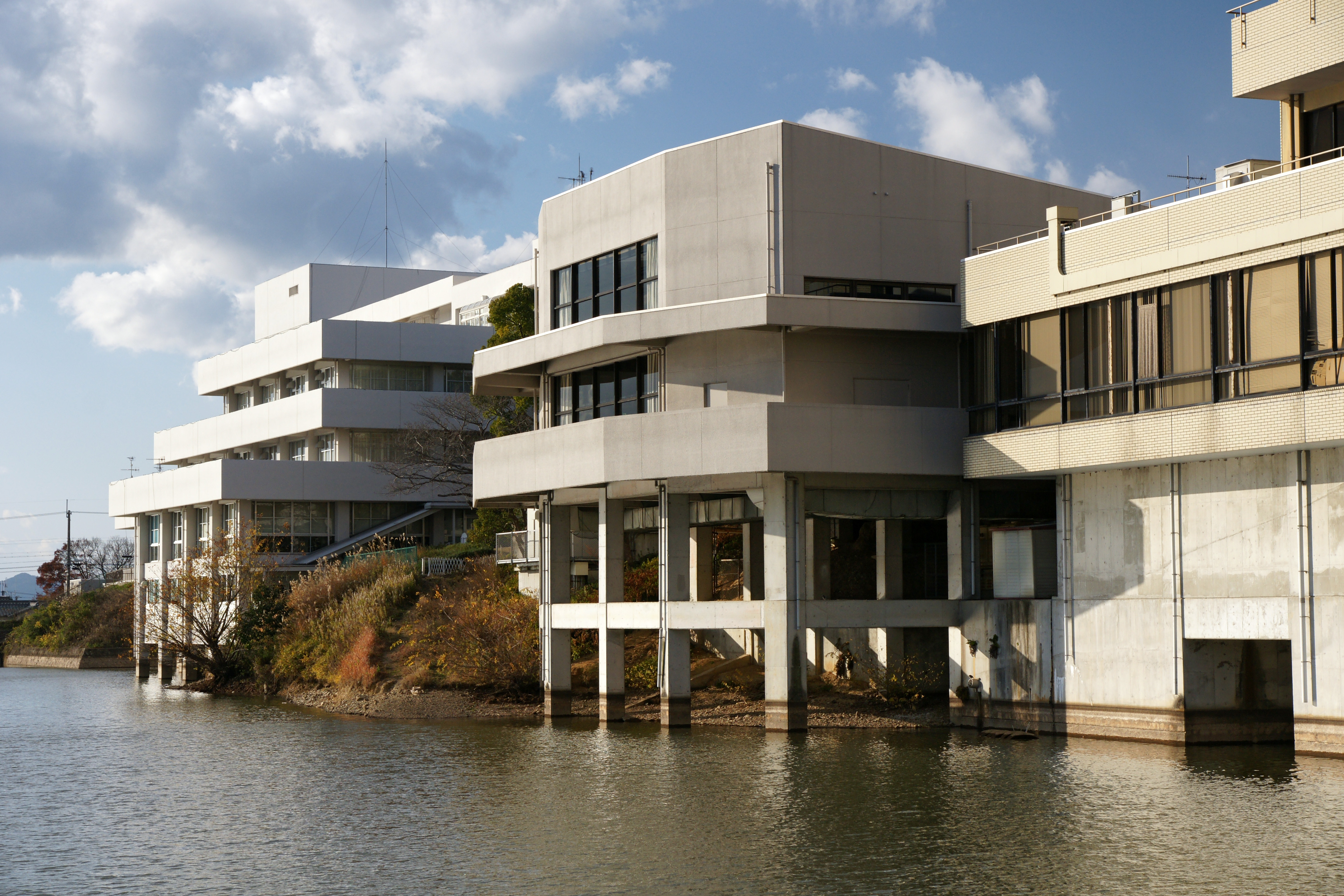
小野市伝統産業会館

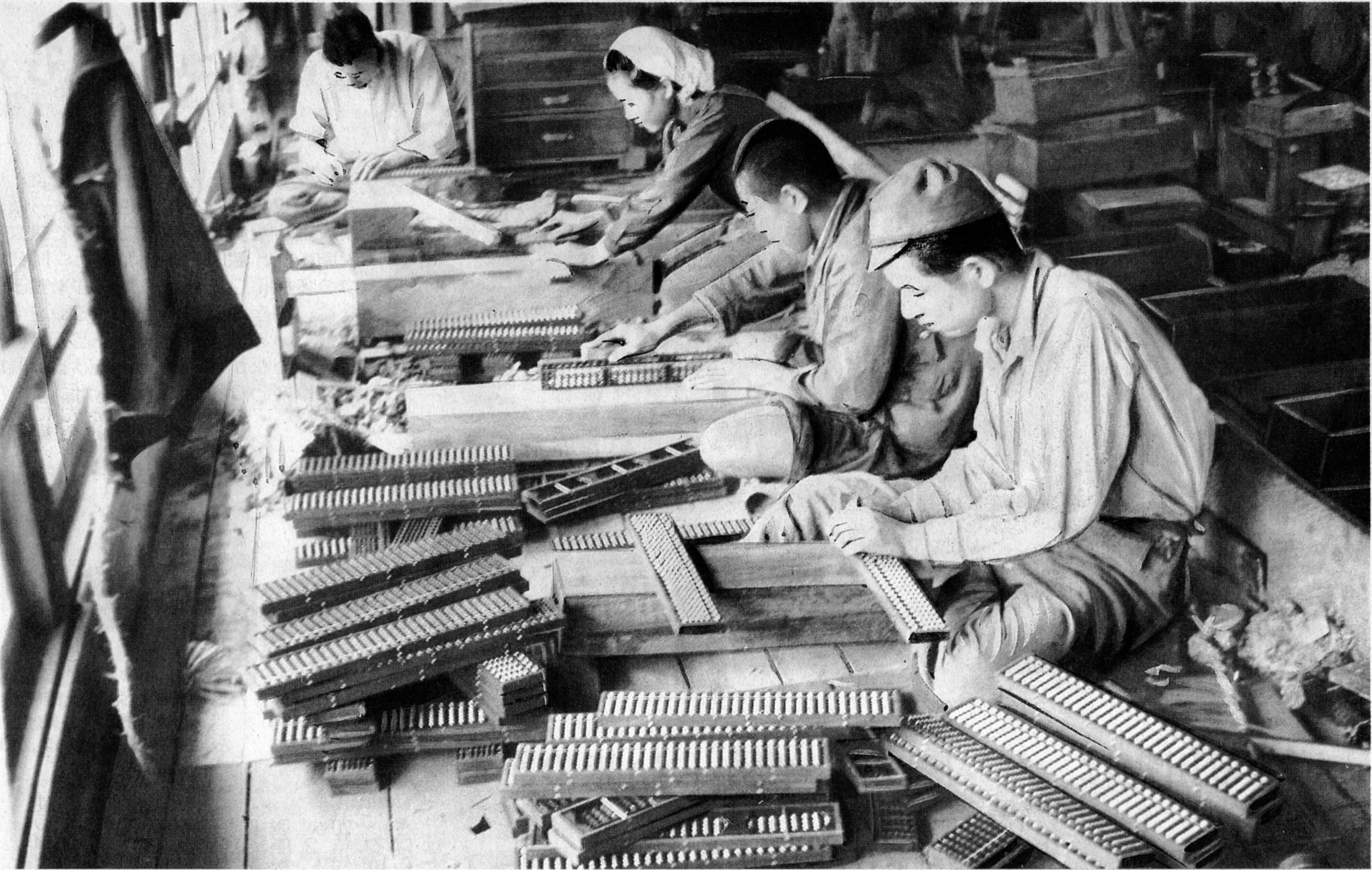
1949年頃のそろばん工場。「大隅そろばん」として知られたが現存しない（鹿児島県高山町、現在の肝付町）

日本国内では兵庫県小野市と島根県奥出雲町が二大産地である。小野市のそろばんは播州そろばん、奥出雲町のそろばんは雲州そろばんとして知られる。
播州そろばんは1976年に、雲州そろばんは1987年に伝統工芸品の指定を受けている。ともに指定を機に小野市で1983年に小野市伝統産業会館が、奥出雲町で1990年に雲州そろばん伝統産業会館開設され、国内外の様々なそろばんが展示されている。
珠の素材となる木材には国産材ではオノオレカンバなどカバノキ類やツゲ、イスノキ、ソヨゴ（福良木：フクラソウ）、マンサク、カナメモチ、スモモ、ケヤキ、モチノキ、クワ、ナツメ、クスノキ、輸入材ではコクタン類、シタン、ビャクダン、レッドサンダー（紅木紫檀）、リグナムバイタ、カリン、タガヤサン、ブラジリアン・ローズウッド、パオロッサ（ローズウッド）など硬質で狂いがでないものが用いられる。またかつてはウメ、ヒイラギ、ツバキ、ウバメガシ、チャンチンモドキ（楆：カナメノキ）も使われていた。また牛骨やラクト（ラクトロイド：カゼインプラスチック）など動物由来素材も使われる。
伝統工芸品の一環として作られる高級そろばんもある。

### 代表的な国内製造元
- トモエ算盤 - トモエそろばん
- 玉算堂工業[38] - 雲州ワンタッチそろばん「ソロマット」
- ダイイチ[39] - 播州そろばん
- 三貢工芸[40] - サンコーそろばん
- 雲州そろばん協業組合[41] - 雲州そろばん
- 播州小野算盤工房shin[42] - 播州小野そろばん
- 雲州堂[43] - 販売のみ
- 亀嵩算盤 - ※廃業

## 文化
- 日程は地域により異なるが「はじき初め」を行う地域がある。
- 8月8日はパチパチとそろばんの珠をはじく音に通じるため「そろばんの日」となっている。
- アーサー・C・クラークのSF短編『彗星の中へ』(アーサー・C・クラーク 1985)[44]はコンピューターの故障により軌道計算のできなくなった宇宙船にたまたま日本人が乗り合わせており、乗員にそろばんを教えて総出で計算を行い危機を脱出するというストーリー。宮崎駿『天空の城ラピュタ』においても「東洋の計算器」としてドーラがタイガーモス号の航法計算に使う描写がある（現実では専用の計算尺「フライトコンピューター」が使われる）。
- 本来そろばんは計算のための道具であるが、構造上、振ると音がするためシェイカーのような使い方をすることがある。
  - ボードビリアンのトニー谷は芸の一つとして使った。
  - 「そろばん踊り」は福岡県久留米市の夏祭りの踊り、またその唄。特産の久留米絣にちなみ機織（はたおり）の音に見立ててそろばんを振ったり、珠を手で擦って音を出しながら踊る。
- そろばんをモチーフに上段の「五」と全部の「九」を組み合わせて「合格」を表す合格祈願グッズが販売されている。これは天1珠を下ろした位置で軸に接着、地4珠を相互に接着し必ず4つ一緒にしか動けないようにしたもので、その結果、表現できるのは「五」か「九」だけにし、「五か九」を「ごかく」から「合格」と読ませる。毎年受験の時期には「合格そろばん」として人気の商品である。
- 慣用句として、商取引などの際にどの程度儲かるか試算することを「そろばんを弾く」という。

## 効果
そろばんのトレーニングによって、以下のような効果があることが期待されています。
- 計算力・暗算力の向上
- 忍耐力・集中力の向上
- 実行機能の向上[44]
- ワーキングメモリーの向上[45]
- 障害をもつ子の数概念の学習[46]
- 各種脳活動の変化[47]

## その他
- 和文通話表では、「そ」を送る際に「そろばんのソ」という。